# Radeon R600
Radeon R600 – linia procesorów graficznych firmy ATI Technologies z rodziny Radeon. Te jednostki GPU są stosowane w kartach graficznych serii HD2000 i HD3000.

## Specyfikacja
- 320 jednostek strumieniowych shader
- technologia produkcji to 80 nm oraz 55 nm (seria HD 3xxx)
- współpracuje z pamięcią DDR3 oraz GDDR4 o pojemności 512 MB (DDR3) lub 1024 MB (GDDR4 wersja XTX)
- wspieranie standardu Microsoft DirectX 10.0 (HD2000) i 10.1 (HD3000)
- 16 jednostek teksturujących TMU
- 16 jednostek ROP
- 2 miliardy trójkątów na sekundę
- kontroler pamięci do 512-bit
- Shader model w wersji 4.0